# 고바야시 세이지 (1958년)
고바야시 세이지(일본어: 小林 誠二, 1958년 1월 22일 ~ )는 일본의 전 프로 야구 선수이자 야구 지도자, 야구 해설가·평론가이며, 전 KBO 리그 한화 이글스의 투수 코치였다.

## 인물

### 프로 입단 전
생후 4개월 무렵에 아버지가 사망했고 어머니는 농협에 근무했다. 다카노 중학교를 졸업한 후 히로시마시내에 있는 히로시마 현립 히로시마 공업고등학교에 진학했는데 에이스로서 1975년 제47회 선발 고등학교 야구 대회에 출전했다. 구마노 데루미쓰가 소속된 시도 고등학교를 누르고 2차전에 진출했지만, 후쿠이 상업고등학교에게 완봉패를 당했다.

### 프로 야구 선수 시절
1976년 프로 야구 드래프트 4순위로 히로시마 도요 카프에 입단했다. 프로 초기에는 팀에서도 1, 2선발을 놓고 경쟁하는 속구파에서 동기로 입단했던 기타벳푸 마나부보다 먼저 1군에 승격했지만 어깨를 다쳐서 사이드암으로 전향, 본래의 피칭을 할 수 없게 되자 1981년에 세이부 라이온스로 이적했다. 세이부에서 팜볼을 습득하고 두각을 나타내는 등 구원 투수, 마무리 투수로서 활약했다. 1982년 팀의 퍼시픽 리그 우승을 결정짓는 경기에서 헹가래 투수가 됐다.
1984년, 다카하시 도시하루와의 트레이드로 히로시마에 복귀했다(당시 세이부 감독이던 히로오카 다쓰로에 의하면, 야구 협약에 저촉하는 렌탈 이적이었다고도 한다). 같은 해 마무리 투수로서 활약하는 것과 동시에 최우수 평균 자책점 타이틀을 획득했고 팀의 센트럴 리그 우승을 결정짓는 경기에서도 마무리 투수이면서도 선발로 나와 헹가래 투수가 됐다. 또, 일본 시리즈 1차전에서 승리 투수가 되면서 사상 최초로 양대 리그에서의 일본 시리즈 승리 투수를 기록하여 히로시마의 일본 시리즈 우승에 큰 기여를 했다. 하지만 팜볼을 계속 던지다가 팔꿈치에 통증이 일어나면서 1988년 30세 나이에 현역 생활을 은퇴했다.

### 그 후
이후 히로시마 TV(닛폰 TV 계열)에서 야구 해설자를 맡고 있었고 그리고 히로시마 TV의 저녁 인기 프로그램인 《가시무라 다케아키의 텔레비전 선언》에 매주 금요일 해설자로서 출연하고 있었다. 2005년부터 주니치 드래곤스의 투수 코치를 맡으면서 투수 왕국 건설에 기여했지만 2011년에 오치아이 히로미쓰가 감독직에서 물러남에 따라 같이 퇴단했다.
그후 히로시마 시에 생활 거점을 되돌려 2012년 7월 30일 히로시마 시 나카구에 스스로가 오너를 맡는 음식점을 개업했지만 2년 후인 2014년 7월에 폐점했다. 그 사이에 야구 해설자로서의 활동을 재개, J SPORTS가 제작하는 히로시마 주최 경기와 주고쿠 신문 제작의 웨스턴 리그 중계 등에 출연했다.
2016년부터 KBO 리그 한화 이글스의 투수 코치로 발탁되었지만, 9경기 만에 자진 사임했다.

## 상세 정보

### 출신 학교
- 히로시마 현립 히로시마 공업고등학교

### 선수 경력
- 히로시마 도요 카프(1976년 ~ 1980년)
- 세이부 라이온스(1981년 ~ 1983년)
- 히로시마 도요 카프(1984년 ~ 1988년)

### 지도자 경력
- 주니치 드래곤스 투수 코치(2005년 ~ 2011년)
- 한화 이글스 투수 코치(2016년)

### 수상·타이틀 경력
- 최우수 평균 자책점 : 1회(1984년)

### 개인 기록

#### 첫 기록
- 첫 등판 : 1976년 4월 11일, 대 요미우리 자이언츠 2차전(고라쿠엔 구장), 7회말 무사에 5번째 투수로서 구원 등판·마무리, 2이닝 3실점(2자책점)
- 첫 탈삼진 : 상동, 7회말에 고노 가즈마사로부터
- 첫 선발 : 1976년 10월 19일, 대 주니치 드래곤스 26차전(나고야 구장), 2이닝 3실점
- 첫 승리·첫 선발 승리 : 1977년 5월 14일, 대 한신 타이거스 5차전(한신 고시엔 구장), 6이닝 무실점
- 첫 세이브 : 1982년 9월 3일, 대 한큐 브레이브스 후기 11차전(한큐 니시노미야 구장), 7회말에 2번째 투수로서 구원 등판·마무리, 3이닝 2실점
- 첫 완투 승리 : 1984년 10월 4일, 대 요코하마 다이요 웨일스 23차전(요코하마 스타디움), 9이닝 2실점

#### 기타
- 일본 시리즈 양대 리그 승리 투수 : 세이부에서 2승, 히로시마에서 1승 ※사상 최초

### 등번호
- 29(1976년 ~ 1980년, 1984년 ~ 1988년)
- 23(1981년)
- 41(1982년 ~ 1983년)
- 78(2005년 ~ 2011년)
- 89(2016년 ~ )

### 연도별 투수 성적
| 연 도       | 소 속       | 등 판 | 선 발 | 완 투 | 완 봉 | 무 4 구 | 승 리 | 패 전 | 세 이 브 | 홀 드 | 승 률 | 타 자 | 이 닝 | 피 안 타 | 피 홈 런 | 볼 넷 | 고 4 | 몸 맞 | 탈 삼 진 | 폭 투 | 보 크 | 실 점 | 자 책 점 | 평 자 책 | W H I P |
| ----------- | ----------- | ----- | ----- | ----- | ----- | ------- | ----- | ----- | -------- | ----- | ----- | ----- | ----- | -------- | -------- | ----- | ---- | ----- | -------- | ----- | ----- | ----- | -------- | -------- | ------- |
| 1976년      | 히로시마    | 5     | 1     | 0     | 0     | 0       | 0     | 0     | 0        | --    | ----  | 40    | 8.1   | 15       | 1        | 2     | 0    | 0     | 5        | 1     | 0     | 8     | 7        | 7.88     | 2.16    |
| 1977년      | 히로시마    | 18    | 6     | 0     | 0     | 0       | 1     | 3     | 0        | --    | .250  | 200   | 43.0  | 51       | 9        | 25    | 0    | 4     | 34       | 0     | 0     | 33    | 32       | 6.70     | 1.77    |
| 1978년      | 히로시마    | 2     | 1     | 0     | 0     | 0       | 1     | 0     | 0        | --    | 1.000 | 31    | 8.0   | 7        | 1        | 3     | 0    | 0     | 4        | 0     | 0     | 3     | 3        | 3.38     | 1.25    |
| 1981년      | 세이부      | 7     | 0     | 0     | 0     | 0       | 0     | 0     | 0        | --    | ----  | 43    | 9.0   | 14       | 0        | 3     | 0    | 2     | 3        | 0     | 0     | 4     | 4        | 4.00     | 1.89    |
| 1982년      | 세이부      | 13    | 0     | 0     | 0     | 0       | 4     | 0     | 1        | --    | 1.000 | 129   | 34.0  | 22       | 3        | 3     | 1    | 2     | 29       | 0     | 0     | 11    | 9        | 2.38     | 0.74    |
| 1983년      | 세이부      | 23    | 1     | 0     | 0     | 0       | 3     | 1     | 1        | --    | .750  | 190   | 45.1  | 43       | 6        | 16    | 2    | 1     | 26       | 0     | 0     | 19    | 19       | 3.77     | 1.30    |
| 1984년      | 히로시마    | 55    | 2     | 1     | 0     | 0       | 11    | 4     | 9        | --    | .733  | 519   | 130.2 | 98       | 12       | 36    | 6    | 6     | 112      | 2     | 0     | 40    | 32       | 2.20     | 1.03    |
| 1985년      | 히로시마    | 45    | 0     | 0     | 0     | 0       | 4     | 5     | 7        | --    | .444  | 408   | 95.0  | 93       | 14       | 34    | 3    | 5     | 72       | 1     | 0     | 46    | 41       | 3.88     | 1.34    |
| 1986년      | 히로시마    | 33    | 0     | 0     | 0     | 0       | 3     | 1     | 2        | --    | .750  | 262   | 59.2  | 69       | 8        | 14    | 4    | 4     | 41       | 1     | 0     | 27    | 25       | 3.77     | 1.39    |
| 1987년      | 히로시마    | 16    | 0     | 0     | 0     | 0       | 2     | 1     | 0        | --    | .667  | 86    | 19.2  | 18       | 5        | 8     | 1    | 1     | 9        | 0     | 0     | 14    | 12       | 5.49     | 1.32    |
| 1988년      | 히로시마    | 5     | 1     | 0     | 0     | 0       | 0     | 0     | 0        | --    | ----  | 41    | 9.1   | 11       | 2        | 2     | 0    | 2     | 12       | 0     | 0     | 7     | 6        | 5.79     | 1.39    |
| 통산 : 11년 | 통산 : 11년 | 222   | 12    | 1     | 0     | 0       | 29    | 15    | 20       | --    | .659  | 1949  | 462.0 | 441      | 61       | 147   | 17   | 27    | 347      | 5     | 0     | 212   | 190      | 3.70     | 1.27    |

- 굵은 글씨는 시즌 최고 성적.